# Киреевский, Пётр Васильевич
Пётр Васи́льевич Кире́евский (11 [23] февраля 1808, Калужская губерния — 25 октября [6 ноября] 1856, Киреевская слободка, Орловский уезд, Орловская губерния) — русский писатель, переводчик, фольклорист, археограф. Сын А. П. Елагиной, племянник А. П. Зонтаг, младший брат И. В. Киреевского. Владел семью языками.

## Биография и труды
Принадлежал к старинному дворянскому роду Киреевских. Родился 11 (23) февраля 1808 года в селе Долбино (Калужская губерния). Отец, Василий Иванович (1773—1812), в молодости служил и выйдя в отставку секунд-майором, поселился в родовом имении Долбино, где выстроил новый дом и в 1805 году женился на Авдотье (Евдокии) Петровне Юшковой (1789—1877); знал пять иностранных языков, имел у себя лабораторию, занимался медициной, пробовал писать и переводить, был англоманом — любил английскую литературу и свободу, но вместе с тем ненавидел энциклопедистов и скупал в Москве сочинения Вольтера для их уничтожения; был набожен, в доме часто проводились богослужения; поддерживал народные гуляния; для крестьян, которые были достаточны и многие зажиточны, у него не было никаких телесных наказаний; долбинская церковь славилась чудесной иконой Успения Божией матери; некоторое время он был уездным судьёй и назначал в наказание неисправным чиновникам земные поклоны, как своим дворовым; во время войны переехал в Орёл и принял в управление городскую больницу, где заразился тифом и в ноябре 1812 года умер. Мать также принадлежала к старинному дворянскому роду; по отцу она была в родстве с Головкиными и Нарышкиными, дед по матери был белевским воеводой.
Пётр вместе с братом Иваном получил домашнее образование; с переездом в 1822 году в Москву братья Киреевские занимались у профессоров Московского университета: Мерзлякова, Снегирёва, Цветаева, Чумакова. В 1823 году Пётр Васильевич познакомился с жившим в то время в Москве польским этнографом З. Доленга-Ходаковским, помогал ему в работе над коллекцией фольклора и исторических древностей, собранной на русском Севере.
Через брата был знаком с Д. В. Веневитиновым, А. С. Хомяковым, А. Мицкевичем; присутствовал на авторском чтении Пушкиным драмы Борис Годунов в октябре 1826 года в доме Веневитинова в Кривоколенном переулке.
Дебютировал в журнале «Московский вестник» в 1827 году, где было напечатано его изложение курса ново-греческой литературы, написанного и изданного по-французски в Женеве Ризо-Нерулосом. В 1828 году Пётр Киреевский напечатал отдельной книжкой свой перевод с английского новеллы Байрона «Вампир» (на самом деле автором произведения был Джон Полидори). В этом же году в «Московском вестнике» (№ 19–20) был опубликован его перевод с испанского большой части комедии Кальдерона «Трудно стеречь дом о двух дверях». Также переводил Шекспира (не опубликовано, рукописи утрачены). Перевёл также книгу В. Ирвинга «Жизнь Магомета», которая была опубликована после его смерти, в 1857 году.
В июле 1829 года уехал в Германию, слушал в Мюнхене лекции Шеллинга (с которым несколько раз беседовал), Окена, Гёрреса. Постоянным собеседником Киреевского в этот период был Фёдор Тютчев. Вернулся на родину в ноябре 1830 года и при содействии Жуковского поступил на службу в Московский архив Коллегии иностранных дел — актуариусом при комиссии по изданию грамот.
В эти годы Киреевский утвердился в славянофильских взглядах; Кавелин называл его первым по времени представителем славянофильства и указывал, что в ту пору ему сочувствовали только Хомяков и Языков; с братом Иваном их разделяла целая пропасть, что выражалось почти что в ежедневных горячих спорах. В декабре 1844 года Герцен написал в своём дневнике: «Мне прежде казался Иван Васильевич несравненно оконченнее Петра Васильевича — это не так. Пётр Васильевич головою выше всех славянофилов, он принял один во всю ширину нелепую мысль, но именно за его консеквенциею исчезает нелепость, и остаётся трагическая грандиозность».
В 1831 году начал записывать народные песни, собирал их в разных губерниях России, привлёк к этой деятельности многих литераторов и членов их семей (Востоков, Пушкин, Гоголь, Кольцов, Вельтман, Соболевский, Даль, Погодин и др.). В переписке с Языковым (июль 1833) дал один из первых отзывов на Философическое письмо Чаадаева — резко отрицательный. С 1834 года начал публиковать записи собранных народных песен; в ноябре был принят в Общество любителей российской словесности.
В 1832 году во второй выпуске издававшегося его братом журнала «Европеец» появилась статья П. В. Киреевского под заглавием «Современное состояние Испании» — перевод из английского журнала «The Foreign Quaterly Review».
Весной 1835 года, оставив службу, он вместе с матерью и сёстрами вновь выехал за границу — «для лечения на водах», осенью вернулся в Россию. В 1836 году, после семейного раздела имущества, он стал владельцем  деревни под Орлом — Киреевской слободки (Долбино отшло к брату Ивану), в которой прожил весь 1837 год; строил новый дом и ездил в фольклорные экспедиции. В марте 1838 года уехал в Симбирскую губернию, к Языкову. Затем уехал с ним в Москву и сопровождал его на лечение за границу — в Мариенбад и Ганау — до конца года, пока его не сменил брат Языкова. Весной 1839 года вернулся в Россию, окончательно поселившись в Киреевской слобоке, уезжая на зиму в Москву, где купил себе небольшой дом на Остоженке; часто ездил в Долбино к брату и в Бунино или Петрищево к матери.
Оставшиеся 17 лет, как писал М. О. Гершензон «он изучал летописи, и оттого собирал песни, чтобы сохранить их, и чтобы познакомить с ними русское образованное общество — именно с этой двоякою целью». Но, как он однажды указал в письме к Кошелеву, несмотря на всё его желание писать как можно больше, кажется как буд-то сама природа привязала камень к его перу, и это «совсем не от смирения и не от излишней совестливости, а части от непривычки излагать свою мысль на бумагу, частью же и от самого свойства моих занятий, т.е. ракапывания, старины, при котором нельзя ни шагу двинуться без тысячи справок и поверок и без ежеминутной борьбы с целой фалангой предшественников, изувечивших и загрязнивших ее донельзя».
В 1845 году Пётр Киреевский напечатал в 3 номере журнала «Москвитянин», выходившего тогда под редакциею его брата, статью «О древней русской истории», в виде полемического письма Погодину по поводу его «Параллели русской истории с историею западных европейских государств» — с обещанием «окончания в следующей книжке», которого не последовало. В 1846 году им был напечатан в первом выпуске начавших тогда выходить «Чтений в Обществе истории и древностей российских» перевод с английского сочинения Сэмюэла Коллинза, бывшего врачом царя Алексея Михайловича, о современном ему состоянии России, сделанный с экземпляра первого его издания 1671 года («Нынешнее состояние России, изложенное в письме к другу, живущему в Лондоне»).
С 1853 года у него стала проявляться болезнь, которую врачи определяли то как ревматизм, то как болезнь печени. Умер 25 октября (6 ноября) 1856 года «в пять часов утра» в Киреевской слободке в Орловском уезде Орловской губернии. Как и брат, умерший несколькими месяцами ранее, был похоронен по завещанию в Оптиной пустыни.

## Наследие
При жизни материалы фольклорного собрания Петра Киреевского публиковались в ЧОИДР, «Московском сборнике», «Русской беседе» и других журналах, но были напечатаны далеко не полностью: только 71 песня из нескольких тысяч, им собранных.
По поручению Общества любителей российской словесности, собранные Киреевским песни были после его смерти в значительном объёме опубликованы П. А. Бессоновым в 1860—1862 (1-я часть), 1863—1868 (2-я часть) и 1870—1874 гг. (3-я часть). Многие из них вошли в книгу Бессонова «Калики перехожие» (1861—1864, 6 выпусков).
Впоследствии песни ещё много раз доиздавались, в том числе — в советское время (Песни, собранные П. В. Киреевским. Новая серия / Под ред. акад. В. Ф. Миллера и проф. М. Н. Сперанского. — Вып. I—II. — М.: О-во любителей росс. словесности при Моск. ун-те, 1911—1929; Собрание народных песен П. В. Киреевского. Записки П. И. Якушкина / Подг. текстов, вступ. ст. и коммент. З. И. Власовой. — Т. 1—2. — Л., 1983—86; Собрание народных песен Киреевского. — Тула, 1986).
На основе песен из собрания П. Киреевского было создано либретто танцевальной кантаты Игоря Стравинского «Свадебка» (1923). Либретто написал сам композитор, на французский его перевёл Шарль Фердинанд Рамю.
Мотивы собранных Киреевским песен отозвались в книге стихов Марии Степановой «Киреевский» (СПб.: Пушкинский фонд, 2012).

### Публикации собрания песен
- Русские народные стихи, собранные Петром Киреевским // Чтения в Обществе истории и древностей Российских при Московском университете. 1847. Кн. 9;
- Песни, собранные П. В. Киреевским. Ч. 1, вып. 1—4. М., 1860—1862; ч. 2, вып. 5—7. М., 1863—1868; ч. 3, вып. 8—10. М., 1870—1874;
- Песни былевые. Вып. 1-3 сплетены вместе 1860—1861 г.
- Песни былевые. Вып. 4 1862 г.
- Песни былевые. Вып. 5. 1. Новгородские. 2. Княжеские. — 1863 г.
- Песни былевые, исторические. Вып. 6. Москва. Грозный царь Иван Васильевич. — 1864 г.
- Песни былевые, исторические. Вып. 7. Москва. От Грозного царя до Петра I-го. — 1868 г.
- Песни былевые и исторические. Вып. 8. Русь петровская. Государь-царь, Петр Алексеевич, царь Белый Петр Первый, первый император по земле. — 1870 г.
- Вып. 9 / Русь Петровская: [Восемнадцатый век в русских исторических песнях после Петра 1-го] / Под ред. и с доп. П. А. Бессонова. — 1872 г.
- Вып. 10 / [Русь Петровская: Наш век в русских исторических песнях] / Под ред. и с доп. П. Бессонова. — 1874 г.
- Песни, собранные П. В. Киреевским (Новая серия) / Под ред. д. чл. О-ва акад. В. Ф. Миллера и проф. М. Н. Сперанского
  - Вып. 1. (М., 1911);
  - Вып. 2. Ч. 1. (М., 1918);
  - Вып. 2. Ч. 2. (М., 1929);
- Песни, собранные писателями: Новые материалы из архива П. В. Киреевского / АН СССР. Ин-т мировой лит. им. А. М. Горького. — М. : Наука, 1968. — Т. 79. — 679 с. — (Литературное наследство / ред.: Д. Д. Благой, А. С. Бушмин  … [и др.] ; т. 79). — 4000 экз. — ISSN 0130-3627.;
- Собрание народных песен П. В. Киреевского. Записи Языковых в Симбирской и Оренбургской губерниях / Подгот. текстов, ст. и коммент. А. Д. Соймонова. Л., 1977. Т. 1. Серия «Памятники русского фольклора»;
- Собрание народных песен П. В. Киреевского. Записки П. И. Якушкина / Подг. текстов, вступ. ст. и коммент. З. И. Власовой. Л., 1983—1986. Т. 1—2. Серия «Памятники русского фольклора»;
- Собрание народных песен П. В. Киреевского / Предисл., послесл., коммент., сост. В. И. Калугина. Тула, 1986. Серия «Отчий край».

### Мысли о России
Пётр Киреевский считал, что Пётр I, «пресекший преемственное развитие русского народа, подчинивший церковь светской державе и положивший начало отпадению образованных классов от народного ствола, причинил величайший вред России». Буслаев отмечал, что Петра I Киреевский ненавидел до такой степени, что огорчался тем, что сам носил это имя. Но в допетровской старине он обожал не её конкретное содержание и не формы быта, но только общие положительные черты: природный душевный строй русского человека и нормальность развития, которые, по его мнению, взаимно обусловливали и питали друг друга. В 1845 году, возражая Погодину, который писал, что славяне искони были народом тихим, терпеливым и покорным, утверждал, что «русский человек именно и велик между всеми народами своей нравственной горячностью». Мягко отвечая ему, Погодин указывал: «Вы отнимаете у нашего народа терпение и смирение, две высочайшие христианские добродетели; нам, православным, не пристало отказываться от них и искать других, какими справедливо гордится Запад. А по существу дела — вы ищете в истории подкреплений для вашей гипотезы, вы навязываете истории вашу систему». Тем не менее, статья Киреевского дала направление философскому анализу русской истории, что получило развитие в трудах К. С. Аксакова и вошло в состав славянофильской доктрины.
Среди неизданного сохранился листок с афоризмами Киреевского:

- Равенство всех вер значит не что иное, как угнетение всех вер в пользу одной языческой, веры в государство.
- У нас есть бесчисленное множество свидетельств, как мало человек может доверять собственным силам. <> И несмотря на то ещё есть люди, которые думают, что верх государственной премудрости — предоставить судьбу народа, и даже церкви, бепрепятственному произволу страстей и прихотей одного человека.
- Паписты верят в непогрешаемость папы, протестанты — в непогрешаемость обще-человеческого разума; православные — в непогрешаемость соборной апостольской церкви.
- Говорят, что образованный должен править над необразованными. Но кто же поставлен судьёю и ценителем образованности? И по какому образу эта образованность?
- Говорят, что не может быть народ без единого, самовластного правителя, как стадо не может быть без пастуха. — Но пастух над стадом — человек; он по самому естеству выше стада, а потому и законный его правитель. Безумно было бы надеяться на целость стада, если бы стадом быков правил бык, или же стадом баранов — баран. (Итак) Не ясно ли, что это уподобление ложное? и кто же кроме Бога, во столько выше человека по самому естеству своему, во сколько человек выше стада животных? Чтобы человеку стать на это место, нужно — либо ему возвыситься до Бога, либо народу унизиться на степень животных.